# Talavera inopinata
Talavera inopinata är en spindelart som beskrevs av Jörg Wunderlich 1993. Talavera inopinata ingår i släktet Talavera och familjen hoppspindlar. Inga underarter finns listade i Catalogue of Life.